# Радо, Элизабет
Элизабет Радо (нем. Elisabeth Radó; 29 октября 1899, Мостар — 3 апреля 1986, Вена) — австрийская оперная певица и педагог по вокалу.

## Биография
Родилась в городе Мостар на территории Австро-Венгрии (ныне Босния и Герцеговина). Первые уроки пения брала у своей приёмной матери Марии Радо. В 1920-е годы переехала в Вену, где выступала с концертами и пела в опере. В начале 1930-х годов начала заниматься преподаванием пения и вокала, став одной из самых уважаемых и известных преподавательниц Австрии, а также наставником многих известных певцов. Иногда выступала на концертах, но со временем завершила карьеру певицы, обратившись к вокальной педагогике.
С 1950 по 1966 годы Радо преподавала в Венском университете музыки и исполнительского искусства, обретя статус легендарного педагога по вокалу. Её талант преподавателя и серьёзное отношение к делу отмечал специалист по творчеству Вольфганга Амадея Моцарта доктор Эрнст Райхерт. В один момент у Радо было сразу 83 ученика, которые пели в операх Германии, Австрии и Швейцарии. Среди известных учеников выделяются баритон Эберхард Вехтер, теноры Фриц Уль, Вальдемар Кмент, Вернер Кренн, меццо-сопрано Гертруде Ян, бас-баритон Хайнц Холецек, сопрано Дорит Ханак, Херберт Прикопа, Лилиан Беннигсен, а также американцы Кит Энджен, Джордж Фури, Эмиль Белькур, Фредерик Гатри, Джозеф Майерс (в послевоенные годы они приехали в Вену изучать оперное пение благодаря отличному качеству образования и более дешёвым ценам) и многие другие. Среди актёров-учеников Радо выделяется Михаэль Хельтау. Все ученики отмечали высокое мастерство Элизабет Радо.
Элизабет Радо проживала в 4-м районе Виден в одном здании со своим учеником Вальдемаром Кменттом, известнейшим австрийским оперным тенором.